# آی‌اف‌ای اف۹

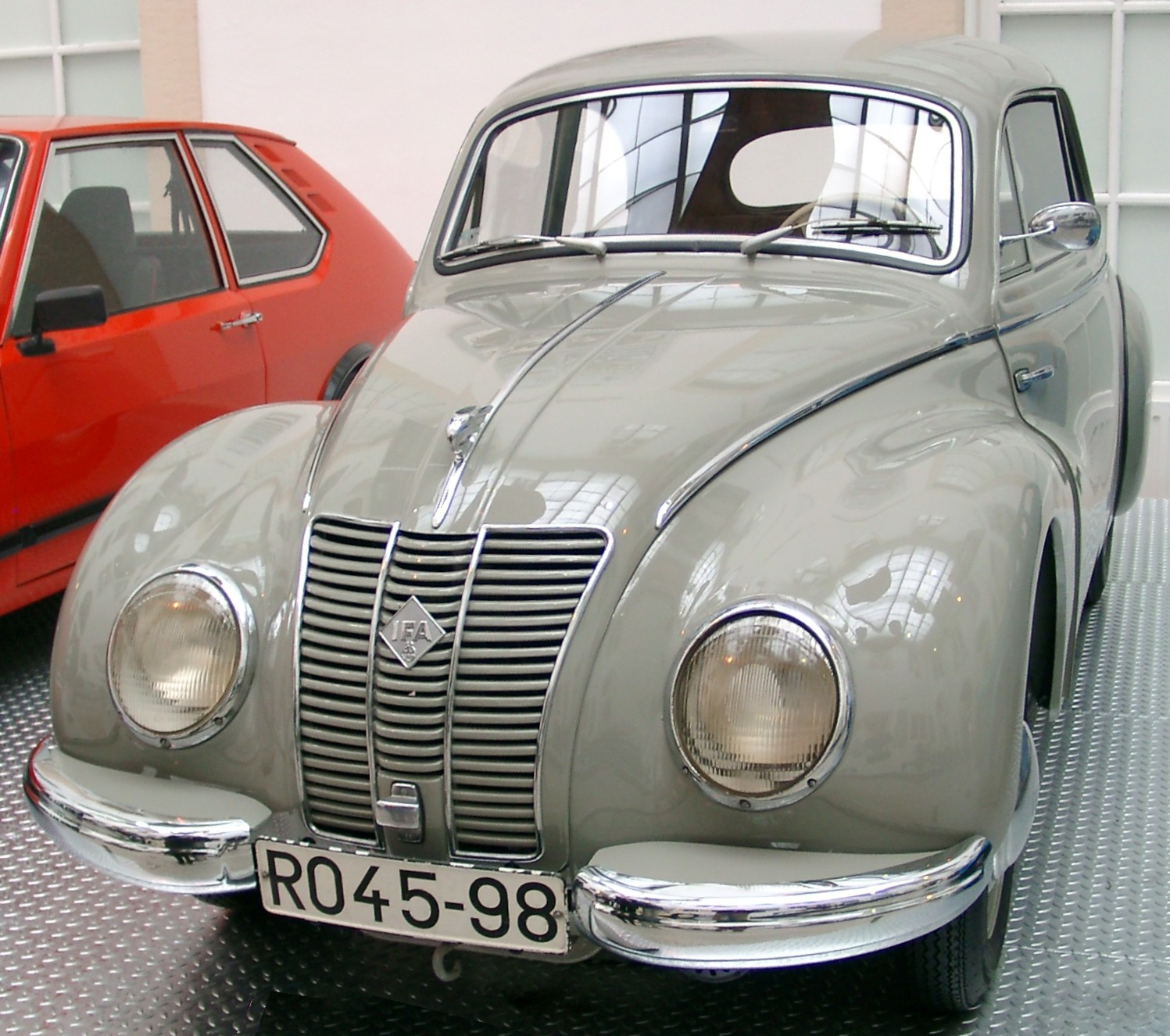

آی‌اف‌ای اف۹ (IFA F۹) خودرویی است که در سال‌های ۱۹۴۹ تا April ۱۹۵۶۴۰۶۶۳ produced  تولید شده‌است.
طراحی آن خودروهای موتور جلو-محور جلو بوده طول آن در حالت طبیعی ۴٬۲۰۰ میلیمتر (۱۷۰ اینچ)، عرض آن در حالت طبیعی ۱٬۶۰۰ میلیمتر (۶۳ اینچ)، ارتفاع آن در حالت طبیعی ۱٬۴۵۰ میلیمتر (۵۷ اینچ) و وزن آن در حالت طبیعی ۸۲۰ کیلوگرم (۱٬۸۱۰ پوند) است. سیستم جعبه‌دندهٔ آن به صورت دستی است.